# Nový Maletín

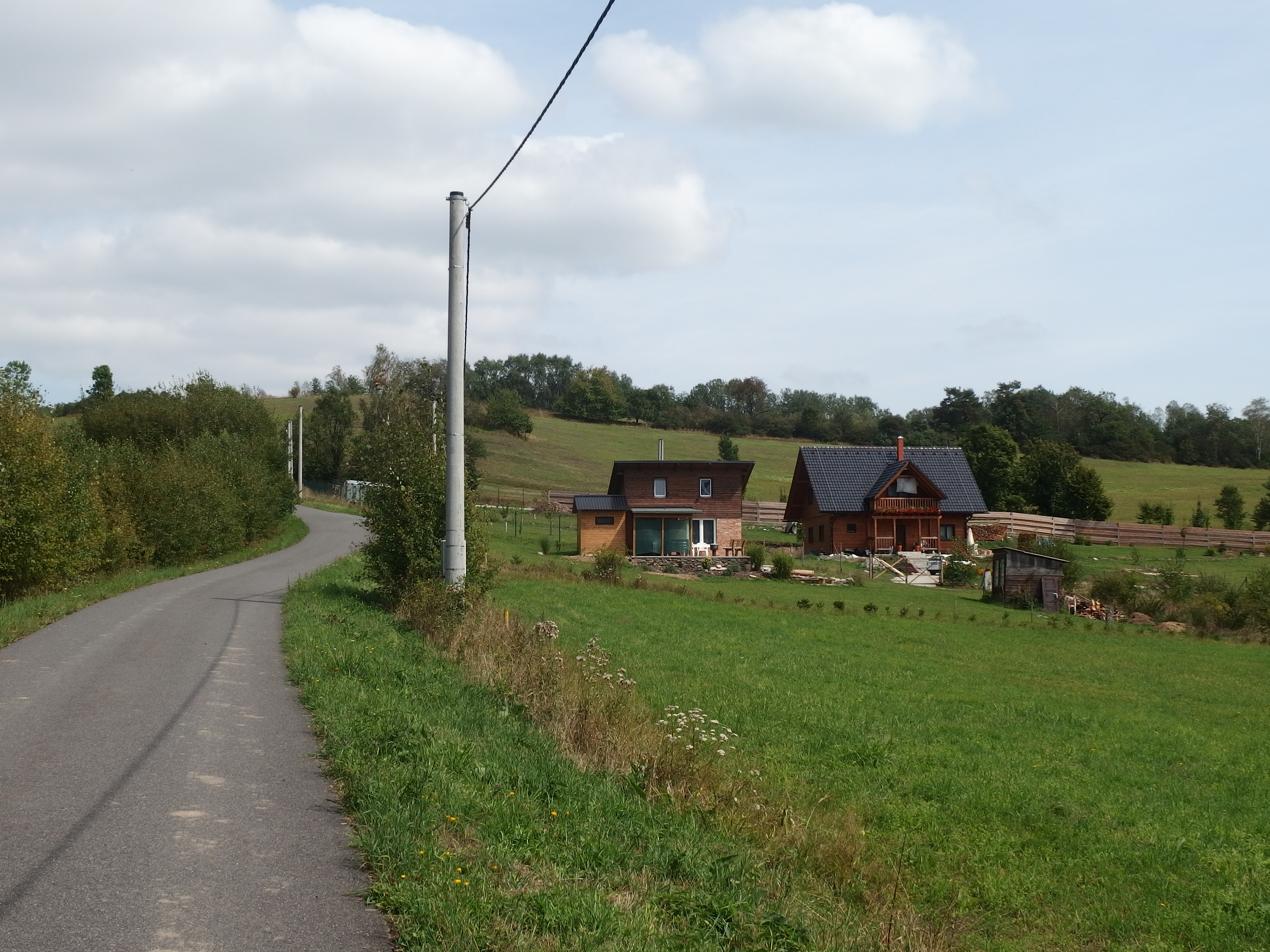
Dorfstraße in Nový Maletín

Nový Maletín (deutsch Neu Moletein) ist ein Ortsteil der Gemeinde Maletín (deutsch Moletein) im Okres Šumperk der Tschechischen Republik.

## Geographische Lage
Der Ort liegt neben Starý Maletín auf einer großen Waldlichtung in den Bergen der Mirovská vrchovina (Mürauer Bergland) im Quellgebiet des Flüsschens Mírovka. Nördlich erhebt sich die Jahodnice (590 m), im Nordosten der Skalník (587 m), südlich der Kačák (565 m), im Westen die Bučina (556 m) und nordwestlich der Vysoký vrch (554 m).

## Geschichte
Die erste Erwähnung des Ursprungsortes (Alt) Moletein findet sich 1317 in einer Lehensurkunde des Bistums Olmütz. Darin wird ein Wirtschaftshof erwähnt, der durch das Bistum an verschiedene umliegende Herrschaften als Lehen ausgereicht. In der Gegend befand sich zu dieser Zeit auch das Freigut Tempel, zu dem der Tempelwald mit dem Steinbruch, ein Hof und eine Feste gehörten. Nachdem dieser Freihof Tempel aufgelöst worden war, erfolgte eine Parzellierung der Flur. Darauf entstand ab 1779 die neue Ansiedlung Neu Moletein. Die meisten Bewohner lebten von der Landwirtschaft, die in der gebirgigen Gegend wenig ertragreich war, sowie der Hausweberei und Holzfällerei. 
Ab 1938/39 lag Neu Moletein als selbstständige Gemeinde im Reichsgau Sudetenland, Landkreis Hohenstadt, Regierungsbezirk Troppau. Hier lebten im Jahre 1940 94 Einwohner. Nach Ende des Zweiten Weltkrieges mussten die meisten deutschen Bewohner des Ortes diesen zwangsweise räumen und die Tschechoslowakei für immer verlassen.